# مواجهة العالم
مواجهة العالم (بالإنجليزية: Facing the World)‏، هي جمعية خيرية في المملكة المتحدة، توفر العلاج للأطفال من البلدان الفقيرة الذين أصابهم تشوهات شديدة وحروق في الوجه، التي تسبب أو من المحتمل أن تسبب لهم صدمة عاطفية ونفسية عميقة.
ويجري تقييم الأطفال في بلدهم، حتى يمكن التأكد من الأطباء ما إذا كان يمكن تقديم مساعدة لهم بالجراحة والرعاية المتخصصة. وإذا كان التقييم إيجابيا ينقل الطفل إلى لندن للعلاج. الفريق الطبي المتبرع بخدماتهم والجمعية الخيرية تعتمد على جمع الأموال والتبرعات لتمويل التكاليف الطبية المتبقية من السفر والإقامة للطفل.